# Zwitserland op het Eurovisiesongfestival 1994
Zwitserland nam deel aan het  Eurovisiesongfestival 1994, gehouden in Dublin, Ierland. Het was de 39ste deelname van het land.

## Selectieprocedure
In tegenstelling tot de vorige jaren koos men er deze keer voor om een interne selectie te organiseren.
Er werd gekozen voor de Zwitserse zanger Duilio met het lied Sto pregando.

## In Dublin
Zwitserland moest als 9de aantreden op het festival, net na Portugal en voor Estland. Op het einde van de puntentelling bleek dat ze 15 punten hadden verzameld, wat goed was voor een 19de plaats.
Nederland had geen punten over voor de inzending en België deed niet mee in 1994.

### Gekregen punten

#### Finale
| 12 punten   | 10 punten | 8 punten | 7 punten | 6 punten |
| ----------- | --------- | -------- | -------- | -------- |
|             |           | - Malta  |          |          |
| 5 punten    | 4 punten  | 3 punten | 2 punten | 1 punt   |
| - Frankrijk |           |          | - Spanje |          |

### Punten gegeven door Zwitserland

#### Finale
Punten gegeven in de finale:
| 12 punten | Ierland             |
| 10 punten | Polen               |
| 8 punten  | Verenigd Koninkrijk |
| 7 punten  | Zweden              |
| 6 punten  | Malta               |
| 5 punten  | Portugal            |
| 4 punten  | Hongarije           |
| 3 punten  | IJsland             |
| 2 punten  | Cyprus              |
| 1 punt    | Noorwegen           |

1956 · 1957 · 1958 · 1959 · 1960 · 1961 · 1962 · 1963 · 1964 · 1965 · 1966 · 1967 · 1968 · 1969 · 1970 · 1971 · 1972 · 1973 · 1974 · 1975 · 1976 · 1977 · 1978 · 1979 · 1980 · 1981 · 1982 · 1983 · 1984 · 1985 · 1986 · 1987 · 1988 · 1989 · 1990 · 1991 · 1992 · 1993 · 1994 · 1995 · 1996 · 1997 · 1998 · 1999 · 2000 · 2001 · 2002 · 2003 · 2004 · 2005 · 2006 · 2007 · 2008 · 2009 · 2010 · 2011 · 2012 · 2013 · 2014 · 2015 · 2016 · 2017 · 2018 · 2019 · 2020 · 2021 · 2022 · 2023 · 2024 · 2025